# Forcepsioneura itatiaiae
Forcepsioneura itatiaiae är en trollsländeart som först beskrevs av Santos 1970.  Forcepsioneura itatiaiae ingår i släktet Forcepsioneura och familjen Protoneuridae. IUCN kategoriserar arten globalt som otillräckligt studerad. Inga underarter finns listade i Catalogue of Life.